# Europaplatz (Karlsruhe)

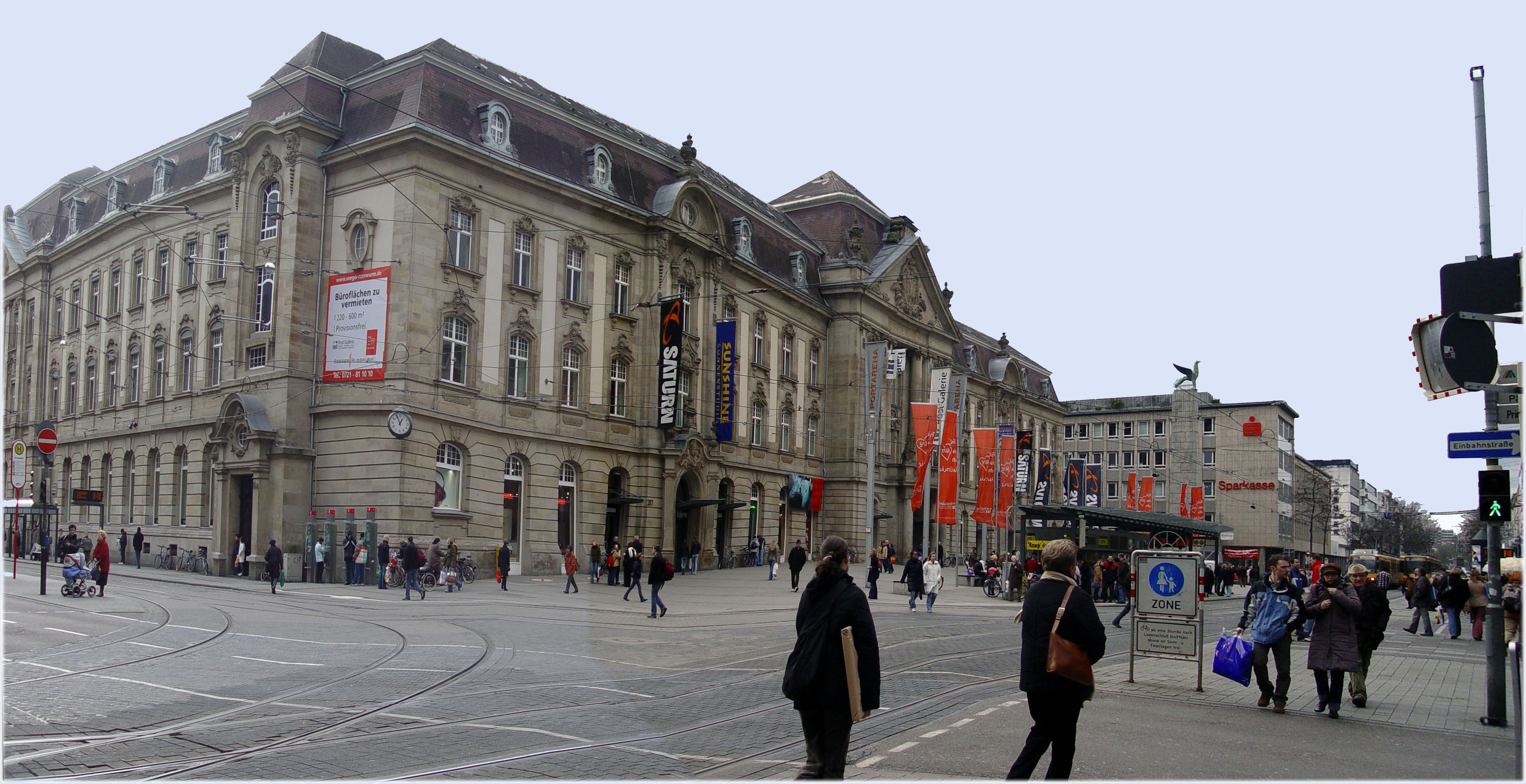
La place avec la Postgalerie, dans l'ancienne poste centrale.

L'Europaplatz (place de l'Europe) est une place située à Karlsruhe en Allemagne. C'est l'une des places parmi les plus fréquentées du centre-ville (Innenstadt).
L'Europaplatz a pris ce nom en 1979, auparavant elle s'appelait la Hauptpostplatz (place de la poste centrale) et encore avant la Lorettoplatz du nom d'une bataille en Artois qui opposa les Allemands et les Franco-britanniques en mai-juin 1915. Le monument en hommage aux soldats des grenadiers de la garde de l'armée de Bade de 1803-1815 à la guerre de 1914-1918 a été érigé au milieu de la place en 1925, mais en a été ôté en 2010 à cause des travaux. Il représente une colonne de la victoire surplombée par un griffon. L'Europaplatz est bordée par l'ancienne poste centrale construite en 1900 par l'architecte berlinois Wilhelm Walter en style néo-baroque et devenue en 2001 le centre commercial « Postgalerie ». En face, on trouve l'ancien magasin Schneider (plus tard Breuninger) et un cinéma. Depuis l'Europaplatz, la zone piétonne de Karlsruhe s'étend vers l'est le long de la Kaiserstraße sur la Marktplatz jusqu'à la Kronenplatz. À partir de 2010, la place est en travaux dans le cadre du plan de réaménagement d'ensemble de la ville.

## Transports
La place est un carrefour important du tramway de Karlsruhe avec les lignes 1, 2, 3, 4 et les lignes de la Stadtbahn S1/S11, S2, S5/S51. Les lignes 2, 3 et 4 circulent à la surface, les autres s'arrêtent depuis 2021 à la gare souterraine.

## Source de la traduction
- (de) Cet article est partiellement ou en totalité issu de l’article de Wikipédia en allemand intitulé « Europaplatz (Karlsruhe) » (voir la liste des auteurs).